# Herbert II (hrabia Maine)
Herbert II (zm. 9 marca 1062) – hrabia Maine, syn hrabiego Hugona IV i Berty, córki hrabiego Blois Odona II.

## Objęcie władzy
Władzę w hrabstwie objął po śmierci ojca w 1051 r. Jeszcze w tym samym roku do Maine wkroczył hrabia Andegawenii Godfryd II Martel, którego lennikami byli hrabiowie Maine, a który konkurował z hrabiami Blois, którzy również mieli ochotę na roztoczenie swojej kontroli nad hrabstwem Maine. Godfryd wygnał matkę Herberta, Bertę, i jej czołowego stronnika biskupa Le Mans, Gerwazego du Château du Loir. Znaleźli oni schronienie na dworze księcia Normandii Wilhelma II.

## Przekazanie władzy
Herbert pozostał w swoim hrabstwie. Przebywał głównie w Le Mans. Jednak w 1056 r. uciekł z tego miasta i również udał się na dwór księcia Normandii. Tam doszło do zaręczyn jego siostry Małgorzaty z najstarszym synem Wilhelma, Robertem Krótkoudym. Bezdzietny Herbert złożył Wilhelmowi hołd z hrabstwa Maine i uznał go swoim dziedzicem. Zmarł w 1062 r.